# Chasse infernale
Ne pas confondre avec le téléfilm américain La Chasse infernale, diffusé en 1970.
Pour plus de détails, voir Fiche technique et Distribution.
Chasse infernale (The Wild Hunt) est un film québécois anglophone, réalisé et produit par Alexandre Franchi, sorti le 9 avril 2009 au Canada. Le film fut également distribué dans les salles de cinéma américaines dès le 28 mai 2010.

## Distribution
- Mark A. Krupa – Bjorn Magnusson
- Ricky Mabe – Erik Magnusson
- Tiio Horn – Evelyn / Princess Evlynia
- Trevor Hayes – Shaman Murtagh
- Kent McQuaid – Greg'Ash
- Nicolas Wright – King Argyle
- Claudia Jurt – Tamara (referee)
- Kyle Gatehouse – David
- Spiro Malandrakis – Oliver (referee)
- Victor Trelles – Miguel / The Mexican Viking
- Holly O'Brien – Princess Ambrosia
- Martin Stone – Magnus Gunnarsson
- Terry Simpson – Bernie / Captain BernHeart